# Kim Deok-hyeon
Kim Deok-Hyeon (ur. 8 grudnia 1985 w Gwangju) – koreański lekkoatleta, trójskoczek okazjonalnie startujący także w skoku w dal.

## Osiągnięcia
- brązowy medal mistrzostw Azji (Incheon 2005)
- brąz igrzysk azjatyckich (Doha 2006)
- złoty medal Uniwersjady (Bangkok 2007)
- srebro mistrzostw Azji (Amman 2007)
- 9. miejsce na mistrzostwach świata (Osaka 2007)
- złoty medal Uniwersjady (skok w dal, Belgrad 2009)
- złoto igrzysk azjatyckich (skok w dal, Kanton 2010)
- awans do finału mistrzostw świata (skok w dal, Daegu 2011 w lekkoatletyce) – z powodu kontuzji nie wystąpił w finale
- srebro (skok w dal) oraz brąz (trójskok) podczas igrzysk azjatyckich (Incheon 2014)
- złoty medal w trójskoku podczas mistrzostw Azji (Wuhan 2015)
- wielokrotny mistrz i rekordzista kraju

W 2008 Deok-Hyeon reprezentował swój kraj podczas igrzysk olimpijskich w Pekinie, 18. lokata w eliminacjach nie dała mu awansu do finału. W 2012 podczas igrzysk w Londynie zajął 22. miejsce w eliminacjach i odpadł z dalszej rywalizacji. W 2016 na igrzyskach w Rio de Janeiro zajął 14. miejsce (w skoku w dal) oraz 27. miejsce (w trójskoku) i nie awansował do finału.

## Rekordy życiowe
- trójskok – 17,10 (2009) rekord Korei Południowej
- skok w dal – 8,22 (2016) rekord Korei Południowej / 8,41w (2009)
- trójskok (hala) – 15,99 (2006) rekord Korei Południowej